# Mendoza (paroisse civile)
Pour les articles homonymes, voir Mendoza.
Mendoza est l'une des six paroisses civiles de la municipalité de Valera dans l'État de Trujillo au Venezuela. Sa capitale est Mendoza.

## Géographie

### Démographie
Hormis sa capitale Mendoza, la paroisse civile possède plusieurs localités :
- Carmania
- El Cucharito
- El Trapiche
- La Canada (Mendoza)La Canada
- Los Cerrillos
- Mendoza
- San Isidro
- San Pablo